# サイモン・クズネッツ
サイモン・スミス・クズネッツ（Simon Smith Kuznets [kʊzˈnɛts, ˈkʌznɛts]、ロシア語: Семён Абра́мович Кузне́ц、1901年4月30日 - 1985年7月8日）は、アメリカ合衆国の経済学者・統計学者である。1954年アメリカ経済学会会長。1971年にノーベル経済学賞を受賞した。

## 略歴
- 1901年　クズネッツは、ロシア帝国モギリョフ県の都市ピンスクに生まれた。
- 若くして、ボリシェヴィキ支配下のウクライナ社会主義ソヴィエト共和国において統計局長を務めた。
- 1922年にはリトアニア・ポーランド・ロシア・ユダヤ人労働者総同盟の支持者だった兄とともにアメリカ合衆国へ移住・帰化し、コロンビア大学へ入学。
- 1923年　BScを取得。
- 1924年　MAを取得。
- 1926年　「小売業と卸売業の周期的な変動」についての学位論文でPh.D.（博士号）を取得した。
- Ph.D.取得の際に教官であったウエスリー・ミッチェルの率いる全米経済研究所（NBER）に入局し、国民所得の研究を始める。
- 1930年～1954年　ペンシルベニア大学の教授となる。
- その間、第二次世界大戦中の2年間は、アメリカ戦時生産局の計画ならびに統計局の副局長を務めた。
- 1949年　アメリカ統計学会会長となる。
- 1954年　アメリカ経済学会会長となる。
- 1971年　ノーベル経済学賞を受ける。
- 1977年　アメリカ経済学会のフランシス・ウォーカー・メダルを受賞する。
- 他に、ジョンズ・ホプキンズ大学、ハーバード大学の教授を歴任した。
- 「所得ならびに富研究国際協会」を創設。
- 1985年　死去。

## 業績
- クズネッツは計量経済学に大きな変革をもたらし、ケインジアンのマクロ経済理論の発展に大きく寄与した。
- クズネッツは1930年に刊行された『Secular Movements in Production and Prices（生産と価格の趨勢）』の中で、アメリカ合衆国の経済時系列データに15年から20年の周期的変動があることを示した（現在、クズネッツ循環として知られている）。
- 1941年に刊行された『National Income and Its Composition（国民所得とその構成）』や1971年に刊行された『Economic Growth of Nations: Total Output and Production Struct（諸国民の経済成長：総生産高と産業構造）』など、経済成長に関する一連の著書は、クズネッツの業績を知る上で最も重要な作品である。これらの本の中でクズネッツは、経済成長に伴い所得格差が増加するのに対し、先進国では経済成長に伴い所得格差が減少することを示した。
- クズネッツはこの他にも、世界各国の国民総生産やその構成要素の統計学的な分析を通じて、長期波動や産業構造の変化法則、平均貯蓄性向の長期的安定性、所得分配の平等度に関する逆U字型変動(逆U字仮説)など、多くの規則性を発見した。
- これらの「経済および社会の成長に関する構造および過程を深く洞察するための経済成長に関する理論を実証的手法を用いて構築した功績」が称えられ、1971年にクズネッツはノーベル経済学賞を受賞した。経済学者のマーク・ブローグは「1971年のクズネッツへのノーベル経済学賞授賞には、統計学データを収集して測定する、経済学のような主題の重要性を強調しようとする意図があった」と述べている[2]。

## 主要著作
- "Retardation of Industrial Growth", 1929, Journal of Economic and Business History.
- Secular Movements in Production and Prices, 1930.
- "Equilibrium Economics and Business Cycle Theory", 1930, QJE.
- "Static and Dynamic Economics", 1930, AER.
- National Income, 1929-32, 1934.
- "Relation Between Capital Goods and Finished Products in the Business Cycle", 1934, in Economic Essays in Honor of W.C.Mitchell.
- "Schumpeter's Business Cycles", 1940, AER.
- National Income and Capital Formation, 1919-1935, 1941.
- National Product Since 1869, 1946.
- "Foreign Economic Relations of the United States and the Impact upon the Domestic Economy: Review of long term trends", 1948, Proceedings of American Philosophical Association.
- "National Income and Economic Welfare", 1949, Boletin Banco Central de Venezuela.
- "International Differences in Income Levels: Reflections on their causes", 1950, Boletin Banco Central de Venezuela.
- "National Income and Industrial Structure", 1951, Proceedings of International Statistics Conf.
- Economic Change: Selected essays in business cycles, national income and economic growth, 1953.
- "Economic Growth and Income Inequality", 1955, AER.
- Six lectures on economic growth, 1959.
『経済成長：六つの講義』長谷部亮一訳、巌松堂出版、1961年
- "Quantitative Aspects of the Economic Growth of Nations", 1963, Econ Dev & Cultural Change.
- Postwar economic growth : four lectures, 1964.
『戦後の経済成長』山田雄三・長谷部亮一訳、岩波書店、1966年
- Modern Economic Growth: Rate, structure and spread, 1966. 
『近代経済成長の分析』塩野谷祐一訳、東洋経済新報社、1968年
- Economic Growth and Structure: Selected essays, 1965.
- Economic Growth of Nations: Total output and production structure, 1971. 
『諸国民の経済成長：総生産高および生産構造』西川俊作・戸田泰訳、ダイヤモンド社、1977年
- "Modern Economic Growth: Findings and reflections", 1973, AER.
- Population, Capital and Growth: Selected essays, 1979.